# 学校記事一覧
| 上位の一覧   | 教育             |
| 収録レベル   | 全一覧と一部記事 |
| 他のレベル   | 本文参照         |
| 配列         | 五十音順         |
| ポータル     | 教育             |
| 案内所       | なし             |
| プロジェクト | 学校             |

学校記事一覧（がっこうきじいちらん）は、各種学校・無認可校・歴史上の学校・外国の学校のうち、個別の学校について記事があるものの一覧。また、「それ以外の学校種の記事一覧」の一覧でもある。
※なお、原則として記事がない学校は、近日中に執筆されるものを除いて一覧に加えないでください。各学校が単に存在することについては、各市区町村の記事や下記の一覧記事などに記載することができます。
また、ウィキプロジェクト学校も参照ください。
ほとんどの学校種では、次の通り学校種別ごとに単独の一覧があります。この記事では、単独の一覧記事がない学校のみを載せています。

## 一覧の一覧
- 日本の幼稚園一覧（都道府県別） - 日本の幼稚園の廃園一覧（都道府県別）
- 日本の小学校一覧（都道府県別） - 日本の小学校の廃校一覧（都道府県別）
- 日本の中学校一覧（都道府県別） - 日本の中学校の廃校一覧（都道府県別）
- 日本の義務教育学校一覧
- 日本の高等学校一覧（都道府県別） - 日本の高等学校の廃校の一覧（都道府県別）
  - 日本の高等学校設立年表（設立年度順、大正以前に設立された学校のみ） - 現在の「新制」高等学校のもの（すなわち前身校である旧制中等教育学校としての設立時期）であって「旧制」高等学校のものではないので注意。
- (タイトルに「高等学校」を含むページの一覧)
- 商工高等学校
- 日本の高等専門学校一覧（全て）
- 日本の特別支援学校一覧
- 日本の専修学校一覧
- 日本の短期大学一覧（全て）
- 大学一覧（記事のあるもののみ）
  - 日本の大学一覧（全て）
    - 東日本の大学一覧
    - 西日本の大学一覧
- 大学校一覧（全て）
  - 自動車大学校
  - 省庁大学校
  - 短期大学校
  - 農業大学校
- 大学院大学一覧
- 日本の外国人学校一覧（都道府県別）
- 日本の私塾一覧
- 学習塾・予備校の一覧
- 学校の設置者
  - 日本の国立学校一覧 - 国立大学附属学校一覧
  - 日本の公立学校一覧 - 公立大学附属学校一覧
    - 日本の公立中高一貫校の一覧

  - 日本の私立学校一覧 - 私立大学附属学校一覧
    - 日本の学校法人一覧（五十音順）  - 学校法人一覧（都道府県別）
- その他の分類
  - 法科大学院一覧
  - 日本の男女別学校一覧

## 各種学校
- 各種学校一覧

## 無認可校

### フリースクール
- フリースクール一覧

### サポート校
- サポート校一覧

### その他
- 日本の教育施設 (法令外)一覧

## 歴史上の学校

### 中世・近世
- 学問所
- 高野山
- 叡山
- 足利学校
- 金沢文庫金沢学校
- 昌平坂学問所
- セミナリヨ

### 近現代
- 開成学校
- 皇典講究所
- 大東文化協会
- 台湾協会学校

## 歴史上の学校一覧

### 中世・近世
- 古代日本の教育機関
- 藩校一覧

### 近現代
旧制学校（1949年以前）
- 明治時代の法律学校一覧
- 近世と近代期の洋学校
- 外国語学校 (明治初期)
- 近世と近代期の医学校
- 近代期の薬学校
- 近世と近代期の理工科学校
- 日本の美術学校 (近代期)
- 商業学校 (近代期)
- 近代期の農学校
- 近代期の水産学校
- 近代期の女学校
- 帝国大学一覧
- 旧制大学一覧
- 旧制医科大学一覧
- 旧制大学専門部一覧
- 大学予科一覧
- 旧制高等学校一覧
- 旧制専門学校一覧
- 旧制医学専門学校一覧
- 旧制歯科医学専門学校一覧
- 旧制薬学専門学校一覧
- 旧制外国語学校一覧
- 旧制芸術系専門学校一覧
- 旧制女子専門学校一覧
- 旧制宗教系専門学校一覧
- 高等工業学校一覧
- 高等農林学校一覧
- 高等商業学校一覧
- 師範学校一覧
- 工業教員養成所一覧
- 軍学校一覧
- 旧制中等教育学校の一覧
- 旧制中等学校・新制高校のナンバースクール一覧
- 旧制中学校一覧
- 旧制小学校一覧
- 大正自由教育の学校一覧
- 旧外地の高等教育機関
- 日本統治時代の台湾の高等教育機関
- 日本統治時代の台湾の師範教育機関
- 満州国・関東州の高等教育機関
- 高等女学校一覧
- 商船学校一覧
- 日本の旧制教育機関 (都道府県別)

新制学校（廃止）
日本の大学一覧

## 世界の学校
- 日本国外の大学の国別一覧
- グランゼコール
- アカデメイア
- 音楽大学#各国の音楽大学・音楽院
- パブリックスクール
- 各国の大学
- 日本人学校#日本人学校一覧
- 補習授業校#世界の補習授業校一覧